# Carlos Rentería
Carlos Alveiro Rentería Cuesta (Quibdó, Chocó, Colombia; 4 de marzo de 1986) es un exfutbolista colombiano. Jugaba como delantero y se retiró en el Patriotas Boyacá de Colombia.
Es hermano de los también exfutbolistas Wason Rentería y Robinson Rentería.

## Trayectoria
Sus comienzos como profesional los tuvo en el Atlético Provincia de Sugamuxi, junto con su hermano el también futbolista, Wason Rentería. Luego de un breve paso en las divisiones menores de Gimnasia y Esgrima de La Plata regresó a Colombia para debutar como profesional en el Real Cartagena.[cita requerida]
En el 2008 jugó el primer semestre con el Atlético Huila, con el equipo de Neiva logró ser el tercer mejor goleador con 11 tantos convertidos, lo cual significó su paso al Atlético Nacional. Al año siguiente, en 2009, luego de la tragedia que acabó con la vida del delantero Hernán Córdoba es cedido en préstamo al Atlético Huila, donde ha tenido más continuidad. En los cuadrangulares semifinales del Torneo Finalización, marcó un gol al Atlético Nacional. Debido a la celebración, el club antioqueño anunció que el jugador no volverá una vez finalice el préstamo.
En enero de 2010, luego de la anunciada salida de Rentería del Atlético Huila, fue cedido en préstamo al club La Equidad de Bogotá. Luego de quedar subcampeón en el Torneo Apertura, ganando el botín de oro y jugar seis meses más con el club bogotano, regresa al Atlético Nacional para la temporada 2011 donde terminó ganando el botín de oro y finalmente quedar campeón con el verde de Antioquia.
Luego de poca actividad en los partidos de Nacional en el primer semestre del 2012, se confirma su cesión por un año al Atlético Junior de Barranquilla luego de la Superliga Postobon.
Por la fecha 18 del torneo finalización 2012 anota su primer gol con el Junior en la victoria 2 a 0 del Junior sobre el Once Caldas.
Para la temporada 2014 llega a reforzar la delantera del cuadro Patriotas FC de la ciudad de Tunja donde ha tenido un destacado desempeño llegando a ser el máximo anotador del Cuadro Rojo de Boyacá y de paso convertirse en el tercer mejor goleador del torneo con 10 tantos convertidos.
En 2016 estuvo por el fútbol de China probándose en varios clubes, al igual que en 2017 en Medio Oriente específicamente en Kuwait pero su lesión le impido rotundamente seguir jugando.

### Lesión y retiro
Según palabras de Carlos, se lesionó de gravedad en la cadera desde su primer paso por Atlético Nacional sin qué el club le prestará los debidos cuidados y lo cediera. Esto llevó a que la lesión se fuera agravando más a medida que pasaba de un club a otro, en Junior y Patriotas Boyacá sabían de la lesión pero al igual no le prestaron mayor atención.
En la actualidad Carlos tiene demandado la tres clubes mencionados anteriormente ante un juez laboral de la ciudad de Medellín y médicamente no podrá volver a jugar a fútbol profesional.

## Clubes
| Club                  | País     | Año         |
| --------------------- | -------- | ----------- |
| C.D.R. Cartagena      | Colombia | 2006 - 2007 |
| C.D.A. Huila          | Colombia | 2008        |
| C.A. Nacional         | Colombia | 2008 - 2009 |
| C.D.A. Huila          | Colombia | 2009        |
| C.D. La Equidad       | Colombia | 2010        |
| C.A. Nacional         | Colombia | 2011 - 2012 |
| C.A. Junior           | Colombia | 2012        |
| Patriotas Boyacá F.C. | Colombia | 2014 - 2015 |

## Estadísticas
| Real Cartagena · Colombia                                                                                                   |               |               |     |    |    |    |   |     |     |    |
| 1ª | 2006          |               |     | —  | —  | —  | — |     |     |    |
| 1ª | 2007          |               |     | —  | —  | —  | — |     |     |    |
| Total club | Total club    | 46            | 7   | 0  | 0  | 0  | 0 | 46  | 7   |    |
| Atlético Huila · Colombia                                                                                                   |               |               |     |    |    |    |   |     |     |    |
| 1ª | 2008          | 18            | 11  | 2  | 0  | —  | — | 20  | 11  |    |
| 1ª | 2009          | 14            | 2   | 2  | 0  | —  | — | 16  | 2   |    |
| Total club | Total club    | 32            | 13  | 4  | 0  | 0  | 0 | 36  | 13  |    |
| Atlético Nacional · Colombia                                                                                                |               |               |     |    |    |    |   |     |     |    |
| 1ª | 2008          | 13            | 2   | 4  | 2  | 0  | 0 | 17  | 4   |    |
| 1ª | 2009          | 12            | 0   | 7  | 2  | —  | — | 19  | 2   |    |
| 1ª | 2011          | 39            | 16  | 9  | 4  | —  | — | 48  | 20  |    |
| 1ª | 2012          | 12            | 2   | 8  | 2  | 2  | 0 | 22  | 4   |    |
| Total club | Total club    | 76            | 20  | 28 | 10 | 2  | 0 | 106 | 30  |    |
| La Equidad · Colombia |               |               |     |    |    |    |   |     |     |    |
| 1ª | 2010          | 37            | 17  | 5  | 4  | —  | — | 42  | 21  |    |
| Total club | Total club    | 37            | 17  | 5  | 4  | 0  | 0 | 42  | 21  |    |
| Junior · Colombia |               |               |     |    |    |    |   |     |     |    |
| 1ª | 2012          | 8             | 1   | 4  | 0  | —  | — | 12  | 1   |    |
| Total club | Total club    | 8             | 1   | 4  | 0  | 0  | 0 | 12  | 1   |    |
| Patriotas Boyacá · Colombia                                                                                                 |               |               |     |    |    |    |   |     |     |    |
| 1ª | 2014          | 33            | 12  | 8  | 1  | —  | — | 41  | 13  |    |
| 1ª | 2015          | 20            | 7   | 1  | 0  | —  | — | 21  | 7   |    |
| Total club | Total club    | 53            | 19  | 9  | 1  | 0  | 0 | 63  | 20  |    |
| Total carrera | Total carrera | Total carrera | 252 | 77 | 50 | 15 | 2 | 0   | 304 | 92 |
| (1) Incluye datos de la Copa Colombia . (2) Incluye datos de Copa Libertadores. (3) No incluye goles en partidos amistosos. |               |               |     |    |    |    |   |     |     |    |

## Palmarés

### Torneos nacionales
| Título               | Club              | Sede      | Año  |
| -------------------- | ----------------- | --------- | ---- |
| Copa Sudamericana    | San Lorenzo       | Cali      | 2023 |
| Recopa Sudamericana  | San Lorenzo       | Argentina | 2024 |
| Liga Colombia 2011 I | Atlético Nacional | Colombia  | 2011 |

### Distinciones individuales
| Distinción                                           | Año  |
| ---------------------------------------------------- | ---- |
| Tercer mejor Goleador del Torneo Apertura (11 goles) | 2008 |
| Goleador del Torneo Apertura (12 goles)              | 2010 |
| Goleador del Torneo Apertura (12 goles)              | 2011 |
| Tercer mejor Goleador del Torneo Clausura (10 goles) | 2014 |